# 上嘉川駅
上嘉川駅（かみかがわえき）は、山口県山口市嘉川字野間にある、西日本旅客鉄道（JR西日本）宇部線の駅。

## 歴史
- 1925年（大正14年）3月26日：宇部鉄道の小郡駅（現・新山口駅） - 本阿知須駅（現・阿知須駅）間延伸により開業[2]。
- 1943年（昭和18年）5月1日：宇部鉄道国有化。国有鉄道宇部東線の駅となる[3]。
- 1948年（昭和23年）2月1日：宇部東線は宇部線に改称され、当駅もその所属となる[3]。
- 1960年（昭和40年）12月15日：荷物扱い廃止[2]。
- 1971年（昭和46年）10月1日：無人駅となる[4]。
- 1987年（昭和62年）4月1日：国鉄分割民営化により、西日本旅客鉄道の駅となる[3]。

## 駅構造

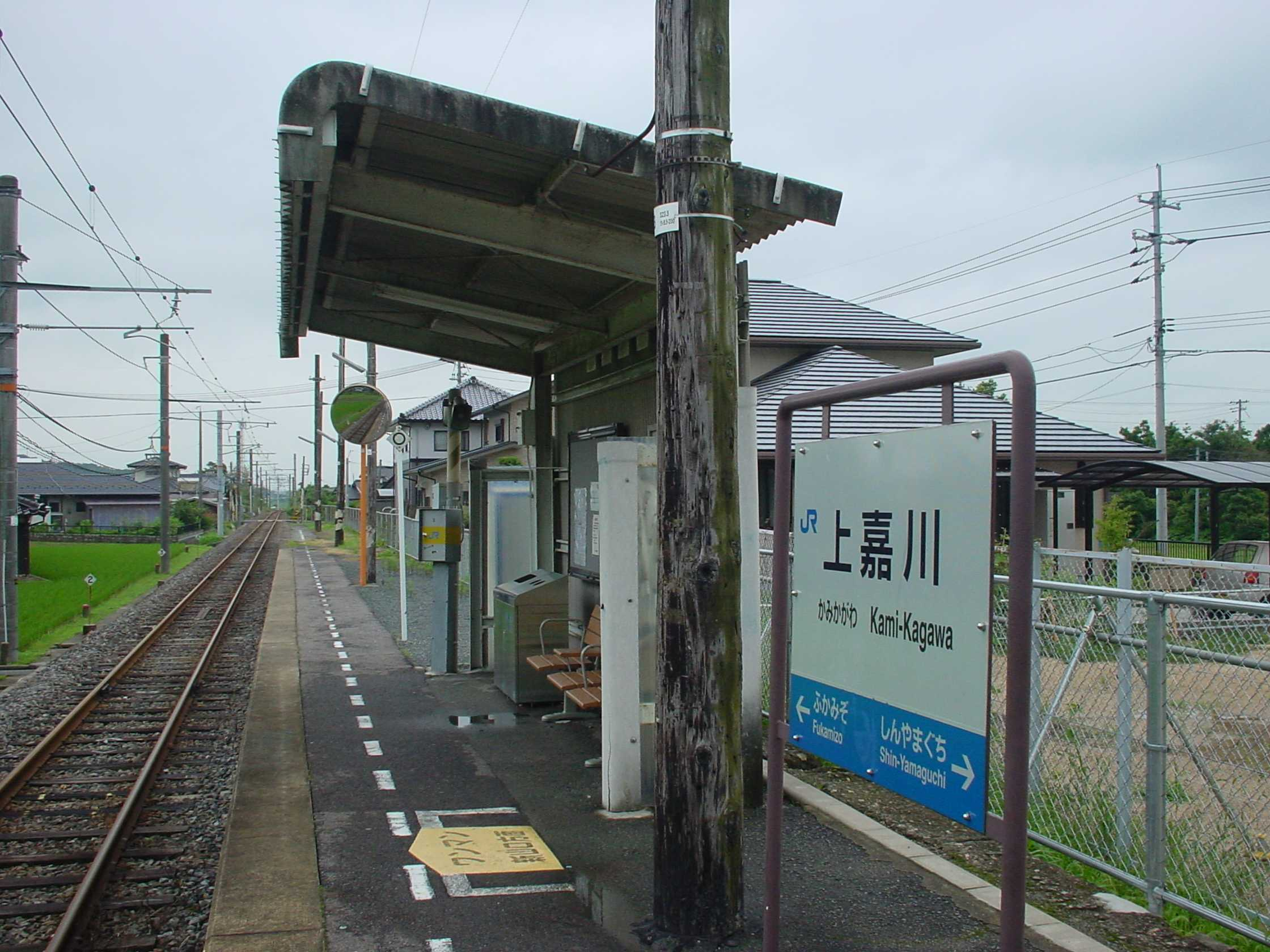
ホーム（2006年7月）

宇部新川方面に向かって右側に単式ホーム1面1線を持つ地上駅。無人駅で駅舎はなく、直接ホームに入る形になっている。

## 利用状況
1日の平均乗車人員は以下の通りである。
| 乗車人員推移 | 乗車人員推移 |
| 年度         | 1日平均人数  |
| ------------ | ------------ |
| 1999         | 131          |
| 2000         | 121          |
| 2001         | 104          |
| 2002         | 89           |
| 2003         | 79           |
| 2004         | 55           |
| 2005         | 64           |
| 2006         | 60           |
| 2007         | 50           |
| 2008         | 49           |
| 2009         | 66           |
| 2010         | 68           |
| 2011         | 63           |
| 2012         | 52           |
| 2013         | 53           |
| 2014         | 49           |
| 2015         | 46           |
| 2016         | 52           |
| 2017         | 51           |
| 2018         | 56           |
| 2019         | 57           |
| 2020         | 60           |
| 2021         | 55           |
| 2022         | 54           |

## 駅周辺
当駅付近と新山口駅との間は山陽本線と宇部線が並行するが、山陽本線の駅は近傍になく、南西に約1km離れた場所に嘉川駅がある。嘉川地区の主要施設の多くは嘉川駅周辺に集まっている。駅前から山口県道199号開作上嘉川停車場線が延びる
駅から最も近いバス停は、駅から約500m北西の山口県道335号江崎陶線（旧国道2号・国道9号）沿いにある宇部市交通局の「上嘉川」バス停で、新山口駅と宇部新川駅を結ぶ路線が発着する。
- 山口市立嘉川小学校
- 国道2号・国道9号小郡道路 大原IC

## 隣の駅
西日本旅客鉄道（JR西日本）
■宇部線
新山口駅 - 上嘉川駅 - 深溝駅